# Собаки Римської Британії
Собаки Римської Британії – собаки, що населяли Британію в часи римської окупації. Археологічні дослідження та свідчення античних авторів підтверджують різноманіття собак та їхню широку присутність в житті людей.
Вперше археологічні джерела з теми було проаналізовано в 1911 році. Тоді було оглянуто 13 черепів (12 з яких належало домашнім собакам), що були знайдені у форті Ньюстед, та описано їхні фізичні характеристики, наприклад, форму черепа та розвиток сагітального гребеня.

## Історична довідка
Грецький географ Страбон писав, що Британія була джерелом необроблених товарів для експорту, зокрема і собак, які «за своєю природою підходять для гонитви».
В трактаті «Про сільське господарство» Марк Теренцій Варрон також зазначав про використання британських собак в якості мисливців. Водночас, за його свідченнями вони також застосовувалися як сторожі:
…два види собак: мисливський, що використовується для переслідування лісових звірів, та сторожовий, що допомагає пастухові.
Давньоримський поет Граттій Фаліск у своєму описі псів з Британії відзначав їхню перевагу над грецькими Молоськими гончаками у силі та хоробрості:
…якщо ти не будеш зацикленим на зовнішньому вигляді (це єдина вада британських виплодків), в усякому разі, коли настане серйозна робота, коли треба буде проявити хоробрість, а поривчастий Марс покличе на крайню небезпеку, тоді ти вже не зможеш так захоплюватися славнозвісними Молосами.
У поемі «Про собаче полювання» грецько-сирійський поет Оппіан з Апамеї наводить опис агассіанської породи, родича сучасного спанієля:
Є одна доблесна порода собак-шукачів, маленька, але не менш гідна, ніж великі собаки, щоб стати оспіваною; її вивели дикі племена татуйованих бриттів, і звуть її Агасфеєм. Вони схожі на слабких і жадібних домашніх столових собак: круглі, дуже худі, з кудлатою шерстю, тупими очима, лапи озброєні жахливими кігтями, а паща гостра, з близько посадженими отруйними іклами. Агассіанський собака має чудовий нюх. Він найкращий у вистежуванні слідів, достатньо розумний, щоб знайти слід речей, які пересуваються по землі, але також вправний, щоб відмітити запахи в повітрі.

## Розміри і типи

### Маленькі собаки
Найменшим типом собак в Римській Британії був "той", що аналогічний таким сучасним породам як мальтійська болонка, чихуахуа або померанський шпіц. 
Дещо більшими були мініатюрні собаки: аналоги той-пуделя, малого шпіца, мініатюрного шнауцера. Карликовий тип подібний до багатьох сучасних тер'єрів, наприклад, шотландського або паттердейл.

### Собаки середнього розміру
Тодішні хар'єри нагадували сучасних івицького хорта або фараонового собаку. "Зграйними гончаками" були пси з розміром і типом тіла, схожими на собак-паріїв, сільських собак і динго. Сучасні породи: кане-корсо, чау-чау та шарпей аналогічні "кабанячим гончакам" Римської Британії.

### Великі собаки
До великих за розмірами псів належали корсо та мастифи. Тогочасні корсо були подібними до таких порід як шотландський дірхаунд або ірландський вовкодав.
Для міських поселеннь характерною була більша кількість маленьких собак, ніж у сільській місцевості. Водночас, дуже великі собаки також частіше зустрічаються в містах, ніж у селах. Але беззаперечною лишається присутність як великих, так і маленьких собак в обох типах поселень.

## Ролі в суспільстві
Античні відомості окреслюють три основні ролі собак, які могли перетинатися одна з одною: охоронці (худоби чи неживої власності), мисливці та компаньйони.

### Мисливці
Після завоювання римлянами Британії популяція мисливських собак збільшилася, особливо на територіях з великою військовою присутністю. Конкретні види, що використовувалися для полювання, також могли змінитися, але точне підтвердження цього вимагає аналіз стародавньої ДНК. Характерними для визначення залишків собак-мисливців є скелет середнього або великого розмірів і фізичні пошкодження, спричинені внаслідок нещасного випадку.
На мозаїках часто зображували собак у сценах полювання, переважно на заході та південному заході Англії, включаючи Черхілл, Іст Кокер, Фрамптон, Літлкот, Вітінгтон і Ватлі. Ці мозаїки були знайдені в будинках і віллах найзаможніших громадян, що доводить елітарність полювання в часи римського панування.

### Охоронці
Кількість собак-охоронців дещо зросла після завоювання Британії, при чому нерівномірно по всій провінції. Прямих доказів цьому немає (з огляду на відсутність зв'язку між собаками та іншими тваринами), але їхня кількість цілком могла збільшитися в нових міських поселеннях, з огляду на бажання мешканців захиститися від крадіжок у густонаселених місцевостях.

### Компаньйони
Римське вторгнення стало каталізатором для розведення малих собак-компаньйонів, як з уже наявного в Британії поголів'я, так і завезених ззовні. Підтвердженням цього є те, що їхні залишки зустрічаються майже скрізь у Британії: на невеликих фермах і в містах, і навіть на військових об'єктах. 
Характерним для визначення залишків собак-компаньйонів є поєднання багатого раціону, ознак догляду та життя в приміщенні, що вказує на проведення значної кількості часу з господарем.
Рештки собак з Колчестера можна вважати свідченням того, що в римську добу маленьким собакам надавали перевагу перед великими. На думку археолога Вінніпезького університету Майкла Маккіннона, поширення римлянами порід собак типу «той» свідчить про зміну ставлення до утримання домашніх тварин або про палке прагнення включити володіння домашніми тваринами у більш звичне використання собак, наприклад, у пастухування та охорону.

## Собаки з форту Віндоланда
Розташований на півночі Англії, римський форт Віндоланда існував з 50 по 415 рік н.е. Під час археологічних досліджень у цьому місці було виявлено велику кількість добре збережених решток домашніх собак, що мали значні морфологічні відмінності внаслідок активного розведення для потреб людей.
На штучний відбір та селекцію вказують такі особливості як ширина неба та потужні щелепи, що притаманні саме для собак з Віндоланди. Всі їхні черепи мають клиноринхічну форму, а морфотипи варіюються від «лисоподібних» до більш масивних. Доволі значний відсоток виявлених задніх та передніх кінцівок мають підвищену масивність, що перевищує показники характерні для собак динго і навіть плейстоценових вовків.
Відомо, що у Віндоланді був щонайменше один ветеринар на ім'я Віріліс, який жив там між 97 і 105 рр. н. е. Деякі з виявлених собачих кісток мають сліди загоєних переломів і хірургічних втручань, що свідчить про дбайливе ставлення їхніх власників, які могли звернутися до послуг ветеринара, якщо це було необхідно.
Тогочасні мозаїки показують, що високих, швидких собак використовували для переслідування оленів. Водночас, міцні, сильні бульдоги і мастифи полювали на диких кабанів. Сам же мисливець і господар гончаків їхали  позаду верхи на коні. У письмових табличках Віндоланди є кілька згадок про мисливську діяльність командирів римської армії. Полювання, що вимагало великих собак, було елітарною діяльністю, яка була притаманна військовим офіцерам і легіонерам. Тим не менш, розведення, утримання, тренування і використання мисливських собак було складною справою, яка вимагала зусиль багатьох членів громади.
Зображення на мозаїках, а також більш широка латинська література і конкретні згадки на табличках підтверджують, що великі і середні собаки у Віндоланді використовувалися для полювання на оленів, кабанів, птахів, лисиць і зайців. Поширеними також були мініатюрні та карликові собаки. Вони були достатньо малими, щоб сидіти на колінах у людей, але також могли полювати на дрібну дичину або домашніх мишей. Мастифи були сторожовими та бойовими собаками.